# バクー・クリスタル・ホール
バクー・クリスタル・ホール（Baku Crystal Hall、Bakı Kristal Zalı）は、アゼルバイジャンの首都バクーの国旗広場近くにある多目的ホール。2012年のユーロビジョンの会場である。

## 概要
建設は2011年9月8日に始まり、2012年4月16日に完成した。建設はアルペン・バウ・ドイチェランドAGが担当。アゼルバイジャン政府は600万マナトの建設費を出資するとした。最大23000名収容でき、VIPラウンジも設けている。ユーロビジョン終了後はスポーツやコンサート会場として利用される。2012 FIFA U-17女子ワールドカップを記念して9月から10月にかけてジェニファー・ロペス、リアーナ、シャキーラのライブがユニバーサルから発表された。
2014年には欧州女子バレーチャンピオンズリーグのファイナルフォー、2015年にはヨーロッパ競技大会の会場として使用された。